# 復氏届
復氏届（ふくうじとどけ）は、日本において婚姻（法的な結婚）をし、その際に配偶者の氏に改めた者が、配偶者の死後に提出できる書類。この届出により、婚姻前の氏に復することができる。

## 概要
婚姻により改氏した者が離婚した場合には、その離婚により婚姻前の氏に復することができる（民法第767条第1項）。ただし、夫婦の一方が死亡した場合または失踪宣言により配偶者が死亡したとみなされた場合には、生存している配偶者（生存配偶者）は「復氏届」の提出により氏を復することができる。

## 法的根拠
復氏届の手続き根拠としては、戸籍法第95条、民法第751条第1項に規定されている。

## 手続き等
配偶者の死亡または失踪宣言により配偶者が死亡したとみなされた場合に、婚姻の際に改氏した生存配偶者は婚姻前の氏に復することができる。離婚と異なり、この場合の復氏はその届出の有無及び時期については生存配偶者の自由意志に委ねられ、第三者の同意や家庭裁判所の許可などは不要である。
復氏届の届出人は生存配偶者のみであり、届出地は戸籍法第25条の規定（届出事件の本人の本籍地又は届出人の所在地）による。
復氏届を提出した場合、原則として婚姻前の戸籍に復籍する。ただし、既にその戸籍が除籍されている場合、または生存配偶者が新戸籍の編成を申し出た場合には、新戸籍が編成される。
復氏の届出のみでは、子供の氏や戸籍に変動をもたらさないため、子供の氏を生存配偶者の氏と同じにするためには、民法第791条第1項に規定する子の氏の変更の許可を得た上で、戸籍法第98条の規定による入籍届を提出する必要がある。
生存配偶者本人の意思に反し、親族などが復氏届を提出した場合には、戸籍法第114条の規定に基づき、戸籍の訂正を申請することで戸籍の訂正をすることができる。
姻族関係の終了とは無関係の届出であるため、姻族関係を終了させる場合には、復氏届とは別に姻族関係終了届を提出する必要がある。
婚姻の際に改氏していない者、夫婦が共同で帰化した者は、復する氏がないため復氏届を提出できず、夫婦が共同で養子となり配偶者の死後も養子縁組が存続している者は、民法第810条の規定により氏の変更が制限される。なお、婚姻の際に配偶者である外国人の氏を称するために、戸籍法第107条第2項に規定する氏を変更する旨の届出をしていた者については、配偶者の死亡の日から3ヶ月以内に限り、戸籍法第107条第3項に規定する氏を変更する旨の届出をすることにより、婚姻前の氏に変更することができる。また、外国人が帰化により日本人の配偶者の氏を称し、その配偶者が死亡した場合には、生存配偶者である帰化した者の提出した復氏届については受理して差し支えないとされており、生存配偶者が帰化前に称していた氏は、復氏の届出により編成される新戸籍の関係では婚姻前の氏に準じて取り扱うことが認められる。
民法第897条に規定する祭祀に関する権利を承継した後に、生存配偶者が復氏した場合には、その権利を承継すべき者を定めなければならない（民法第769条第1項）。その協議が調わないとき、または協議をすることができないときは、家庭裁判所がその権利を承継すべき者を定めることとなる（民法第769条第2項）。

## 届出数
下記の表は法務省の戸籍統計による。
| 年度                 | 届出数 |
| -------------------- | ------ |
| 1997年（平成9年）度  | 2,379  |
| 1998年（平成10年）度 | 2,328  |
| 1999年（平成11年）度 | 2,497  |
| 2000年（平成12年）度 | 2,446  |
| 2001年（平成13年）度 | 2,586  |
| 2002年（平成14年）度 | 2,486  |
| 2003年（平成15年）度 | 2,473  |
| 2004年（平成16年）度 | 2,461  |
| 2005年（平成17年）度 | 2,469  |
| 2006年（平成18年）度 | 2,473  |
| 2007年（平成19年）度 | 2,261  |
| 2008年（平成20年）度 | 2,224  |
| 2009年（平成21年）度 | 2,180  |
| 2010年（平成22年）度 | 2,221  |
| 2011年（平成23年）度 | 2,177  |
| 2012年（平成24年）度 | 2,101  |
| 2013年（平成25年）度 | 2,073  |
| 2014年（平成26年）度 | 1,961  |
| 2015年（平成27年）度 | 2,101  |
| 2016年（平成28年）度 | 2,014  |
| 2017年（平成29年）度 | 2,075  |
| 2018年（平成30年）度 | 2,009  |
| 2019年（平成31年）度 | 1,834  |
| 2020年（令和2年）度  | 1,610  |
| 2021年（令和3年）度  | 1,553  |
| 2022年（令和4年）度  | 1,601  |